# Route départementale 6 (Côtes-d'Armor)
Pour les articles homonymes, voir Route départementale 6.
La route départementale 6, ou RD 6, est une route départementale des Côtes-d'Armor (22), en région Bretagne, qui relie Trébeurden, à l'extrême nord-ouest du département, à l'entrée de la baie de Lannion, à Illifaut, à l’extrême sud-est, constituant ainsi une grande diagonale nord-ouest – sud-est. L'itinéraire comprend une discontinuité entre Moncontour et Saint-Brieuc, la continuité étant assurée par la RD 1. Sa longueur est d'environ 117 km.

## Histoire

### Du Moyen Âge auXIXesiècle

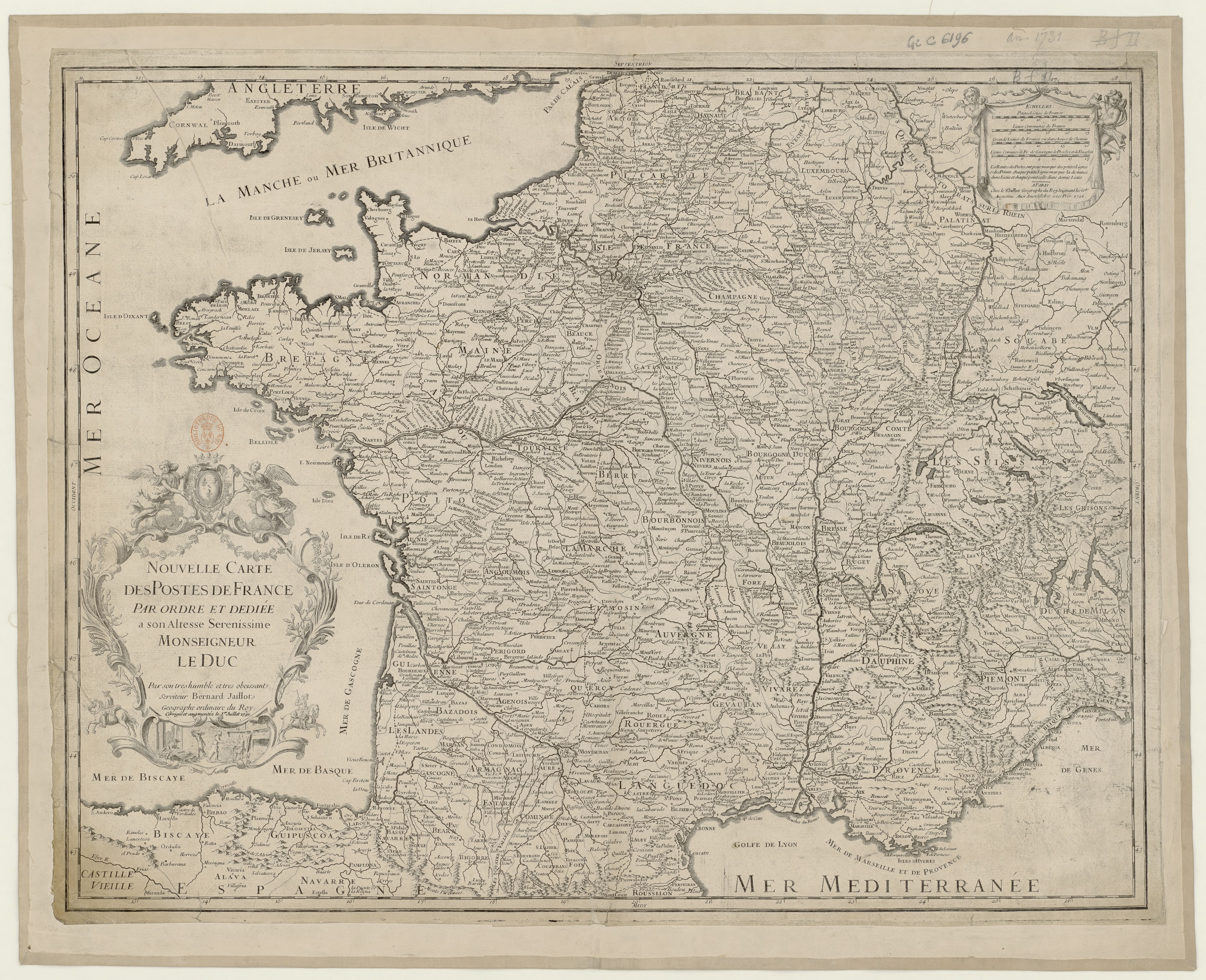
Carte des routes de poste, par Bernard-Antoine Jaillot (1731). Les bourgs de l’itinéraire apparaissent comme des relais de poste, mais le cheminement les reliant n’est pas précisé.

De la fin de la présence romaine jusqu’au début du IIe millénaire, le réseau légué par les romains continue d'être utilisé mais son état se dégrade. Toutefois aucun chemin antique n'a été clairement identifié sur l'itinéraire correspondant à l’actuelle RD 6.
Si les routes de Postes se multiplient au XVIe siècle puis au XVIIe siècle et que Saint-Brieux, Lannoy, Pontrieu et Tréguier sont des relais de postes, comme l'atteste la carte de Jaillot de 1731, rien ne permet formellement de préciser l'itinéraire des chemins qui relient ces relais de postes entre eux, comme l'atteste ladite carte.
En fait, ce n’est qu’avec la carte de Cassini, la première carte topographique et géométrique établie à l'échelle du royaume de France dans son ensemble, que les grands itinéraires vont être précisés. Elle est en effet la première carte à s'appuyer sur une triangulation géodésique dont l'établissement a pris plus de soixante ans, avec un niveau de précision du réseau routier représenté tel qu'en superposant des photos satellite orthorectifiées aux feuilles de la carte de la France, on obtient de spectaculaires résultats. La route est bien visible, suivant un tracé similaire à celui d’aujourd’hui et fait partie des grands chemins de Bretagne, de Lannion jusqu'à Moncontour, les grands chemins étant des itinéraires reliant des villes non capitales entre elles et présentant une largeur de 48 pieds, selon la classification en vigueur entre 1720 et 1796.
L’entretien de ces grands chemins était réalisé par la corvée royale mais avec sa suppression, amorcée en 1776 et acquise en 1787, les fonds viennent à manquer pour financer ces travaux d’entretien ou la création de routes nouvelles, qui doivent désormais être faits par des entreprises. A cette fin, le Directoire institue en septembre 1797 sur l’ensemble du réseau routier un droit de passe, taxe qui devait en principe être supprimée en 1806. Deux barrières de perception de la taxe d'entretien étaient situées sur l'itinéraire de part et d’autre des entrées de Lannion et de Saint-Brieuc.

### XIXesiècle
En 1811, les routes sont classées en deux réseaux : les routes impériales à la charge de l'État, et les routes départementales, à la charge des départements et communes traversées. L’itinéraire de l’actuelle RD 6 est alors sectionné, d'est en ouest, en quatre routes départementales :
- la RD 6 de Moncontour à Saint-Brieuc ;
- la RD 1 de Saint-Brieuc à Lanvollon ;
- la RD 16 de Lanvollon à Pontrieux ;
- la RD 5 de Pontrieux à l'intersection avec la RD 1 (route de Lannion à  Tréguier).

Il n'existe alors pas de route départementale en deçà de ces sections (d'Illifaut à Moncontour), ni au-delà  (section actuelle de Tréguier à Trébeurden), ces sections d'itinéraires étant des chemins vicinaux. La RD 1 assure la continuité des deux tronçons de RD 6 de Moncontour à Saint-Brieuc.
Le décret impérial du 16 décembre 1811 institutionnalise l'emploi des cantonniers pour l'entretien des routes. Sur les routes impériales, vingt-sept cantons sont créés. Le principe est d'adapter la longueur de chaque canton à celle séparant les relais de poste. Sur les routes départementales, le même système est appliqué, 24 cantons sont définis en 1816 sur les seize RD (dont celles constituant l'actuelle RD 6) et en 1836, il est recensé 85 cantonniers encadrés par quatre piqueurs. Parallèlement, des baux d'entretien sont passés par le conseil général avec des entrepreneurs pour une durée de trois ans, qui consistent à fournir des matériaux de carrière sur les routes, mis en œuvre ensuite par les cantonniers stationnaires.

### XXesiècle
Le décret-loi du 14 juin 1938 crée le réseau des chemins départementaux par réunion en une seule catégorie des routes départementales, des chemins vicinaux de grande communication et d’intérêt commun.
Dans les années 1980, sont réalisés divers travaux d'aménagement : la déviation de Lanvollon en 1983, les déviations de Tréméloir et de Trégomeur en 1985 et la déviation des Courtillons en 1990.

## Caractéristiques

### Caractéristiques géométriques

#### Longueur
L'itinéraire présente une longueur de 110,3 km hors annexes et de 8,4 km d'annexes. Par annexe, il convient d'entendre toute section de voie déclassée et ouverte à la circulation, toute bretelle ou éventuel créneau de dépassement.
Parmi ces annexes figurent cinq voies déclassées : 
- la D6A (799 m), qui correspond à une partie du tracé originel de la N164 dans la traversée de Merdrignac ;
- la D6C (416 m), qui dessert l'ancienne commune de Tréméloir ;
- la D6D (1 921 m), qui correspond à la Corniche de Pors Mabo sur la commune de Trébeurden ;
- la D6E (2 232 m) qui correspond au tracé historique de la D6 dans la traversée de La Corderie (commune de Plélo) ;
- la D6F (1 239 m).

#### Nombre de voies
La RD 6 est sur la totalité de son tracé bidirectionnelle à deux voies. Au droit de la commune de Lannebert, elle se raccorde avec la RD 7 qui est à cet endroit une deux fois deux voies.

### Trafic
Le trafic est très variable sur l'ensemble de l'itinéraire. En 2015, les valeurs de trafics moyens journaliers annuels (TMJA) extrêmes étaient les suivantes :
- trafic le plus élevé, entre Pordic et Lannebert : respectivement 10 108 véhicules/jour (RN12-RD4), 11 317 véh/j (RD4-RD9) et 11 744 véh/j (RD9 - RD7) ;
- trafic le moins élevé, entre Merdrignac et la limite de l'Ille-et-Vilaine : respectivement 1 048 véh/j et 1 333 véh/j, soit près de dix fois moins que le plus élevé.

En matière de trafic poids lourds, les taux sont également variables puisque, sur les sections ci-dessus, ils varient de 5,3 % (soit 622 PL/j sur la section Pordic - Lannebert) à 11,4 % (soit 119 PL/j sur la section Moncontour - Ille-et-Vilaine).

### Classement

#### Classement domanial
La RD 6 est par classée dans le domaine public routier départemental des Côtes-d’Armor, qui comprend les chaussées et leurs dépendances. Sont considérés comme dépendances les éléments qui sont nécessaires à sa conservation, son embellissement, son exploitation et à la sécurité de ses usagers tels que talus, accotements, fossés, ouvrages de soutènement, aires de repos, clôtures et murets, trottoirs, pistes cyclables, espaces verts, ouvrages d'art et hydrauliques, les parkings situés sur et sous la voie publique, etc….

#### Typologie fonctionnelle
Le règlement de voirie départementale définit quatre types fonctionnels de liaisons :
- Liaison d'intérêt régional (LIR) : itinéraire participant à l'accessibilité du département en complément du réseau national. Il assure la liaison avec les départements voisins avec un niveau de service élevé en termes de fluidité ;
- Liaison d'intérêt départemental (LID) : itinéraire assurant le maillage structurant du réseau départemental entre les différents pôles d'activité du département. Il assure la desserte économique et touristique du département en associant des enjeux de fluidité et de desserte touristique du territoire ;
- Desserte inter communes (DIC) : en complémentarité des itinéraires de liaisons, et à l'instar des DIB, ce réseau secondaire assure la desserte fine du département sans notion d’itinéraire de transit ;
- Desserte inter bourgs (DIB) : en complémentarité des itinéraires de liaisons, et à l'instar des DIC, ce réseau secondaire assure la desserte fine du département sans notion d’itinéraire de transit.

La RD 6 se répartit en 19,8 km de liaisons d'intérêt régional, 32,6 km de liaisons d'intérêt départemental, 40,7 km de dessertes inter communes et 17,3 km de dessertes inter bourgs. Le détail par section est présenté dans le tableau suivant.
| Origine section       | Origine section | Fin section           | Fin section | Longueur (m) | Typologie fonctionnelle         | RGC |
| Commune de début      | PR début        | Commune de fin        | PR fin      | Longueur (m) | Typologie fonctionnelle         | RGC |
| --------------------- | --------------- | --------------------- | ----------- | ------------ | ------------------------------- | --- |
| Illfaut               | 0+0             | Merdrignac            | 3+1278      | 10 839       | Desserte inter communes         |     |
| Merdrignac            | 4+0             | Saint-Vran            | 7+0         | 9 275        | Liaison d'intérêt départemental |     |
| Saint-Vran            | 7+0             | Le Mené               | 9+1444      | 5 953        | Liaison d'intérêt départemental |     |
| Le Mené               | 10+0            | Trédaniel             | 13+181      | 10 824       | Desserte inter communes         |     |
| Saint-Brieuc          | 14+0            | Plérin                | 14+1542     | 1 542        | Desserte inter communes         |     |
| Plérin                | 14+1542         | Pordic                | 15+2226     | 5 101        | Desserte inter bourgs           |     |
| Pordic                | 15+2226         | Pordic                | 16+83       | 152          | Liaison d'intérêt régional      | X   |
| Pordic                | 16+83           | Lanneberg             | 22+3846     | 19 633       | Liaison d'intérêt régional      | X   |
| Lanneberg             | 23+0            | Saint-Gilles-les-Bois | 25+1839     | 3 767        | Desserte inter bourgs           |     |
| Saint-Gilles-les-Bois | 25+1839         | Saint-Clé             | 27+3598     | 8 401        | Desserte inter bourgs           |     |
| Pontrieux             | 28+0            | La Roche-Jaudy        | 30+1719     | 6 615        | Desserte inter communes         |     |
| La Roche-Jaudy        | 30+1719         | La Roche-Jaudy        | 30+2515     | 796          | Desserte inter communes         |     |
| La Roche-Jaudy        | 31+0            | Coatréven             | 35+3028     | 10 031       | Liaison d'intérêt départemental |     |
| Coatréven             | 35+3028         | Louannec              | 39+2008     | 7 314        | Liaison d'intérêt départemental |     |
| Perros-Guirec         | 40+0            | Trébeurden            | 45+758      | 10 075       | Desserte inter communes         |     |
| Total                 | Total           | Total                 | Total       | 110 318      |                                 |     |

#### Route à grande circulation
Une section de 19,8 km de l'itinéraire est classée en route à grande circulation par décret du 3 juin 2009 : la section courant de l'intersection avec la RN 12 (commune de Plérin) à l'intersection avec la RD 7 (commune de Lannebert). Elle est prolongée au nord par la RD 7 qui relie Lannebert à Paimpol, l'ensemble de l'itinéraire Saint-Brieuc-Paimpol étant classé à grande circulation.
Ce type de classement impose certaines contraintes urbanistiques comme l’interdiction de constructions ou  d’installations dans une bande  de soixante-quinze mètres de part et d'autre de son axe (en application de l’article L. 111-6 du code de l’urbanisme). Par ailleurs, sur le plan du code de la route, ces routes sont prioritaires, c'est-à-dire que tout conducteur débouchant sur ces routes n'a pas la priorité (article R 415-8 du code de la route). Les panneaux de signalisation routière associés à ce caractère prioritaire sont les panneaux AB6, panneaux relatifs aux routes prioritaires (article 42-3 de la troisième partie de l'instruction interministérielle sur la signalisation).

#### Carte

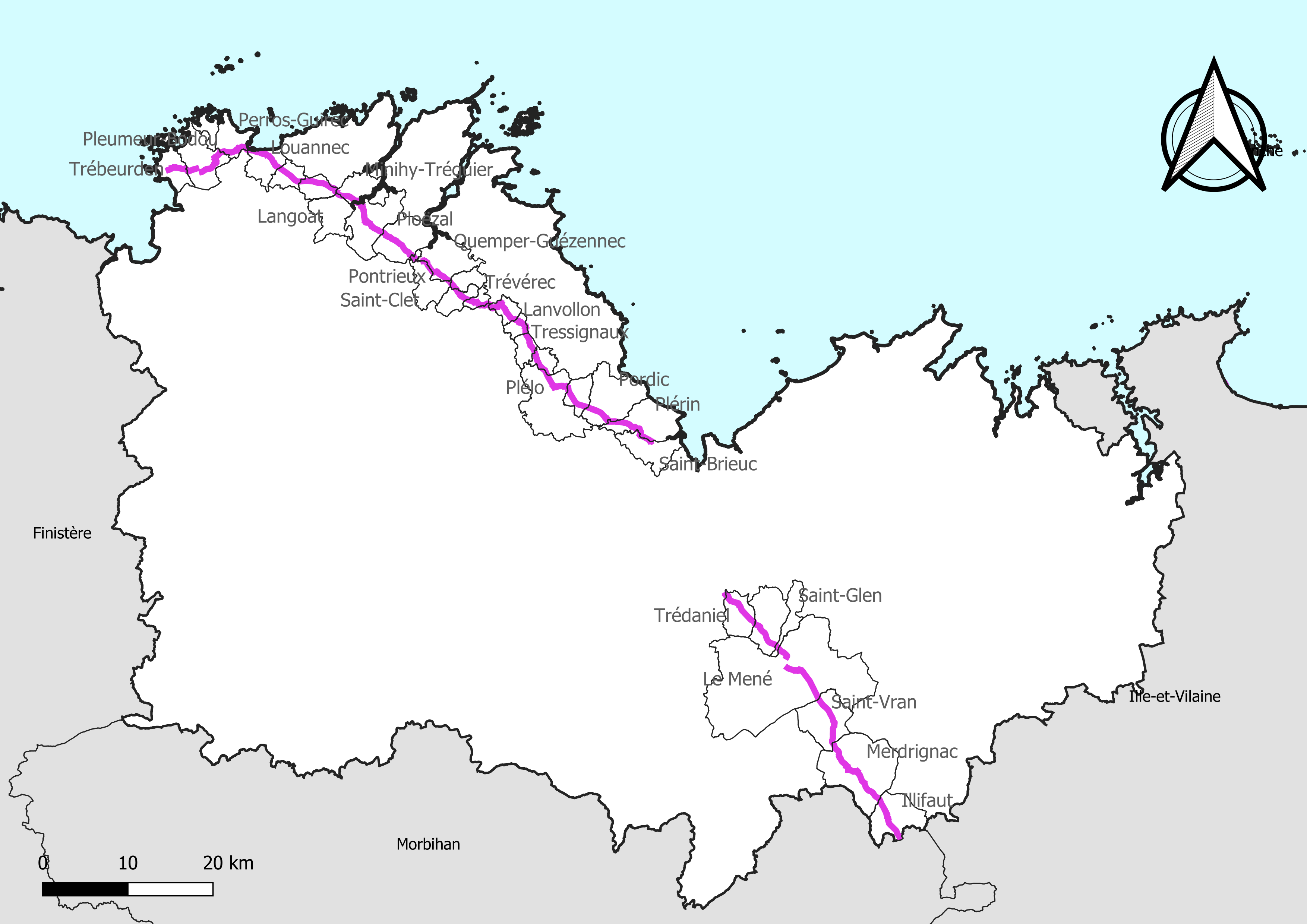
Carte de la RD 6 dans le département des Côtes-d'Armor.

### Tracé

#### Tracé de Trébeurden à Saint-Brieuc
- Trébeurden
- Pleumeur-Bodou
- Carrefour giratoire entre D 6 et D 788 (Perros-Guirec, Lannion) : Pont Couennec à Perros-Guirec
- Louannec
- Kermaria-Sulard
- Coatréven
- Carrefour giratoire entre D 6 et D 786 (Lannion, Tréguier) : Pont-Losquet
- La Roche-Derrien
- Pommerit-Jaudy,  Carrefour giratoire entre D 6 et D 8 (Guingamp)
- Ploëzal
- Pontrieux
- Trévérec
- D 6/D 94  Échangeur entre D 6 et D 7 (Paimpol) : Lannebert, Tréméven, Trévérec, Pontrieux
- Carrefour giratoire entre D 6 et D 9 (Guingamp, Saint-Quay-Portrieux) à Lanvollon
- D 4 La Corderie : Plélo, Lantic, Châtelaudren
- Trégomeur
- Tréméloir
- Échangeur entre N 12 (Saint-Brieuc) et D 6 : Le Sépulcre (Plérin)
- Plérin-Le Sépulcre
- Carrefour giratoire entre D 6 et D 786 à Plérin-Le Pont du Gouët

#### Tracé de Moncontour à Illifaut
- Moncontour
- Carrefour giratoire entre D 6 et D 792 (Plémet, Jugon-les-Lacs) à Collinée
- Trédaniel
- Saint-Jacut-du-Méné
- Saint-Vran
- Merdrignac
- Échangeur entre N164 et D 6 : La Ville Hubeau (Merdrignac)
- Illifaut
- Passage du département des Côtes-d'Armor à celui de Morbihan, la D 6 devient la D 304

### Communes traversées
L'itinéraire traverse 33 communes qui sont (classées alphabétiquement) :
Coatréven - 
Illifaut - 
Kermaria-Sulard - 
La Roche-Jaudy - 
Langoat - 
Lannebert - 
Lanvollon - 
Le Faouët - 
Le Mené - 
Louannec - 
Merdrignac - 
Minihy-Tréguier - 
Perros-Guirec - 
Plélo - 
Plérin - 
Pleumeur-Bodou - 
Ploëzal - 
Pontrieux - 
Pordic - 
Quemper-Guézennec - 
Saint-Brieuc - 
Saint-Clet - 
Saint-Glen - 
Saint-Gilles-les-Bois - 
Saint-Vran - 
Trébeurden - 
Trébry - 
Trédaniel - 
Trégomeur - 
Tréguidel - 
Tréméven - 
Tressignaux - 
Trévérec.

## Accidentalité
Selon une étude sur l’accidentalité sur les routes du département entre 2006 et 2015 réalisée par Claude Got, spécialiste de l’accidentologie, pour la Ligue contre la violence routière, la RD 6 constituerait un itinéraire accidentogène et arriverait en huitième position des itinéraires départementaux. 15 tués seraient en effet dénombrés, induisant un taux de 0,13 tué par kilomètre, relativement loin toutefois de la RD 2 qui présente un taux de 0,33 tué/km.

## Gestion, entretien et exploitation

### Organisation territoriale
En 2020, les services routiers départementaux sont organisés en 18 antennes territoriales qui ont pour responsabilité l’entretien et l’exploitation des routes départementales de leur territoire. La RD 6 traversant l’ensemble du département en diagonale, il est logique qu’elle dépende de plusieurs antennes, huit d'est en ouest : Mérignac, Plénée-Jugon, Quentin-Moncontour, Saint-Brieuc, Lanvollon, Guingamp, Tréguier et Lannion.

### Règlement de voirie départementale
Le règlement de voirie départementale définit les droits et obligations du département et des riverains par rapport au domaine public routier départemental et donc de celui de la RD 6, l'occupation du domaine public par des tiers, mais aussi les modalités de police et de conservation de ce domaine public.

### Service hivernal
Pendant la saison hivernale, qui court du 25 novembre au 22 mars, la surveillance et le déneigement des routes départementales sont assurés par des agents d'astreinte 24 h/24. En cas de nécessité, des opérations de salage  et de déneigement sont engagées, selon un ordre de priorité, privilégiant les grands axes et le réseau structurant, :
- niveau S1 délai de retour à la normale de l’ordre d’une demi-journée) : les grandes liaisons routières, avec un;
- niveaux S2 et S3 (en décalage avec le niveau de service S1) : le réseau structurant et le maillage départemental ;
- niveau S4 (interventions ponctuelles)  : le reste du réseau.

La RD 6 est traitée selon les niveaux suivants : 
- en niveau S1 sur les sections Pordic – Lannelet (classée à grande circulation) et Le Mené – Merdrignac (partie de l'itinéraire Ille-et-Vilaine – Lamballe) ;
- en niveau S2 sur les sections Lannelet – Perros-Guirec et Moncontour – Le Mené ;
- en niveau S3 sur les sections Perros-Guirec – Tréberden et Merdrignac- Ille-et-Vilaine.

En matière d'information du public, le département publie chaque matin avant 7 heures, un état des conditions de circulation sur les routes départementales sur cotesdarmor.fr. Dans le cas d’un phénomène particulier (risque de verglas, épisode neigeux...) une alerte est alors diffusée par différents canaux,.